# Éric Émoglobul
 (novembre 2023).
Si vous disposez d'ouvrages ou d'articles de référence ou si vous connaissez des sites web de qualité traitant du thème abordé ici, merci de compléter l'article en donnant les références utiles à sa vérifiabilité et en les liant à la section « Notes et références ».
Éric Émoglobul était la représentation par Rock et Belles Oreilles d'un réalisateur français et la représentation caricaturale de l'homme cultivé français. C'était un hybride entre Éric Rohmer et Jacques Martin. Il avait le cheveu gominé vers l'arrière, portait des grosses lunettes et fumait continuellement la pipe.

## Description
Il apparaissait fréquemment dans les parodies d'émissions françaises. Dans ces cas-là, il portait presque tous les chapeaux, et son nom revenait des dizaines de fois au générique. Il a présenté la midinette Mulo dans une émission de variétés (le personnage était alors interprété par André Ducharme). Il a aussi été juge invité à une parodie de La Course Destination Monde, où son évaluation de chaque film était la même: « C'est nul ».
On le retrouve aussi dans la parodie de l'émission Ésotérisme expérimental animée par Richard Glenn, où il incarne un professeur qui propose une théorie de guérison par les chakras. On le voyait « pétrir le chakra à l'aide de cylindres de plomb ». Son expression complètement stupéfaite lorsque l'animateur lui révèle que le mot chakra à l'envers donne crachat est inoubliable.